# Adelothecium
Adelothecium là một chi rêu trong họ Daltoniaceae.